# Перкович, Сандро
Сандро Перкович  (хорв. Sandro Perkovic; род. 15 апреля 1984, Сисак) — хорватский футболист, тренер.

## Биография
На родине в Хорватии выступал за команды из Сисака — Сегеста и «Металац». Также имел опыт выступлений в австрийских клубах из низших любительских дивизионов — «Гроспетерсдорфе», «Ильцере» и «Нестельбахе».
Тренерскую карьеру начал в Австрии, где на разных должностях работал в клубах «Ильцер», «Нестельбах» и «Штурм». С 2018 по 2019 год являлся ассистентом главного тренера в кипрском клубе «Пафос», а затем вернулся в Хорватию, заняв аналогичную позицию юношеской команде загребского «Динамо» для игроков не старше 19 лет. В первой половине сезона 2021/22 возглавлял кипрский «Акритас Хлоракас», выступавший в низшем дивизионе. После этого Перкович на полгода возвращается в «Динамо», где получил должность ассистента главного тренера.
Летом 2022 года подписал контракт с латвийской «Ригой». Вместе с командой участвовал в квалификации Лиги конференций УЕФА. 6 января 2023 года соглашение с хорватским специалистом было расторгнуто по обоюдному согласию сторон. Уже в следующем месяце Перкович вошёл в тренерский штаб Анте Чачича в загребском «Динамо».